# سیارک ۹۹۱۰
سیارک ۹۹۱۰ (به انگلیسی: 9910 Vogelweide، نامگذاری:3181T-2) نه هزار و نهصد و دهمین سیارک کشف شده‌است که در ۳۰ سپتامبر ۱۹۷۳ کشف شد.
قدر مطلق سیارک برابر ۱۴٫۰۰ است.